# Luis del Olmo Marote
Luis del Olmo Marote (Ponferrada, Lleó, 31 de gener 1937) és un periodista reconegut en la ràdio d'Espanya. Des del 1973 i fins al desembre del 2013 va dirigir 11.600 emissions del programa de ràdio Protagonistas, un dels més antics de la història de la ràdio espanyola, que es va emetre a RNE, Onda Cero, Cadena COPE i ABC Punto Radio.
Abans d'arribar a Punto Ràdio, va passar per Radio Ponferrada, Radio Asturias, La Voz de León, RNE, Ràdio Cadena Espanyola, Cadena COPE i Onda Cero. El membre d'ETA, Fernando García Jodrá, va convertir-lo en el seu objectiu personal, encara que tenia el vistiplau de l'organització, i va intentar atemptar contra la seva persona fins a en vuit cops entre juny i desembre de 2001.
Malgrat això, ha defensat el diàleg per a acabar amb el terrorisme. També ha estat especialment crític amb les teories de la conspiració dels atemptats de l'11-M, encoratjades per Federico Jiménez Losantos i Pedro J. Ramírez.

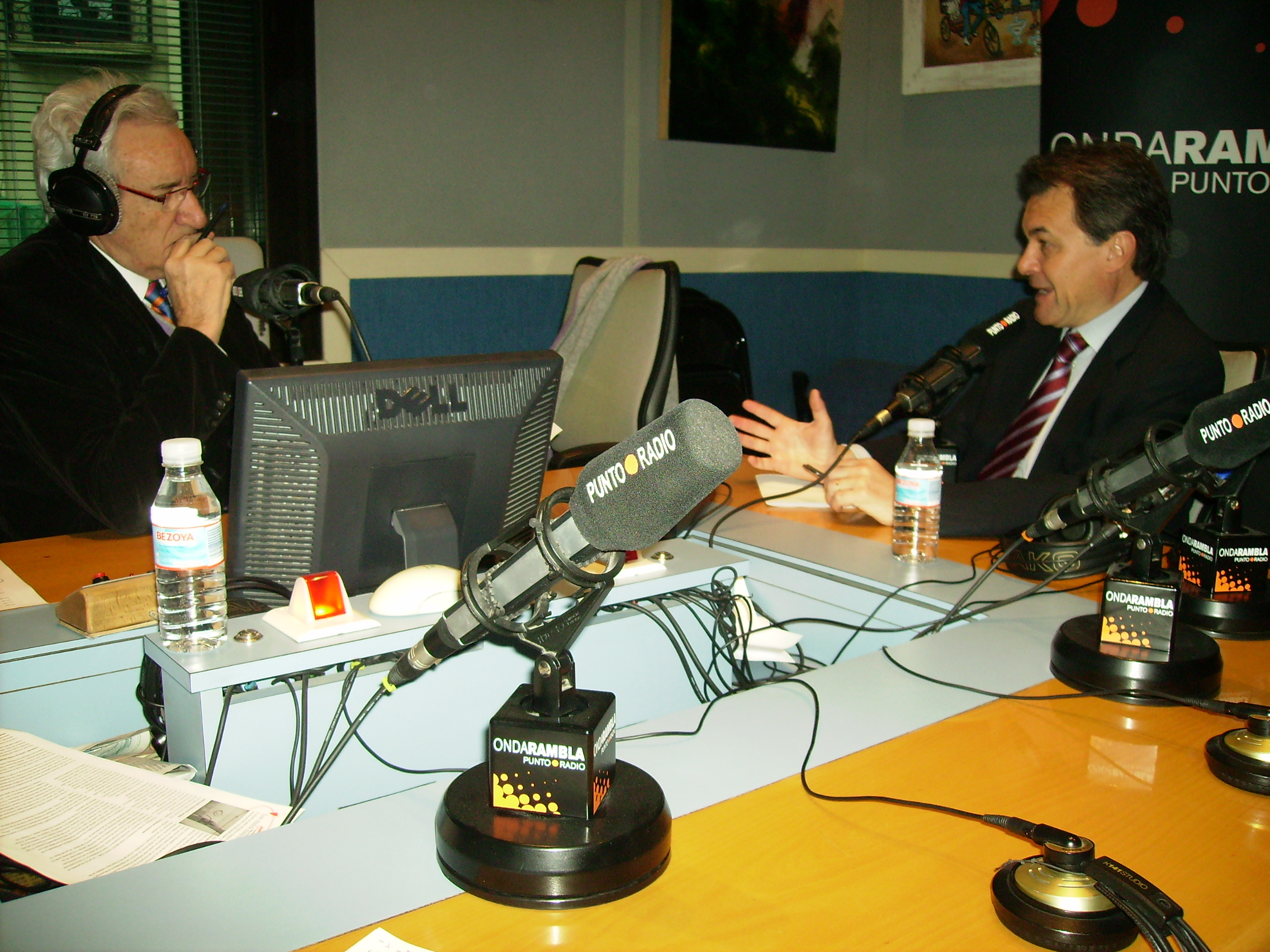
Artur Mas, entrevistat per Luis del Olmo el 2010.

El 1993 va obtenir el Premi Card de l'Associació de Dones Periodistes de Catalunya. El 1998 va rebre la Creu de Sant Jordi. El 26 de gener de 2007 va ser investit Doctor Honoris causa per la Universitat Rei Joan Carles de Madrid. El 24 de juny de 2007 va emetre el seu programa 10.000 de Protagonistas. L'any 2010 va llegir el pregó de les festes de Les Corts, barri de Barcelona on ha residit quasi 30 anys.
Es va acomiadar del programa Protagonistas el 13 de desembre del 2013 des de la RNE. En l'últim programa, on va entrevistar el seleccionador espanyol de futbol Vicente del Bosque, Del Olmo va dir: «Faig les maletes i me'n vaig a casa. No ha estat fàcil prendre aquesta decisió, però ara toca guardar silenci i escoltar com fan la ràdio i com la viuen altres companys».
Ha promogut el Museu de la Ràdio «Protagonistas Luis del Olmo», que es troba al Centre cívic de la Roca Foradada de Roda de Barà.